# Nivjanin
Nivjanin (bulgariska: Нивянин) är ett distrikt i Bulgarien.   Det ligger i kommunen Obsjtina Borovan och regionen Vratsa, i den nordvästra delen av landet, 90 km nordost om huvudstaden Sofia.
Trakten runt Nivjanin består till största delen av jordbruksmark. Runt Nivjanin är det ganska glesbefolkat, med 45 invånare per kvadratkilometer.